# Privat-Brauerei Schmucker

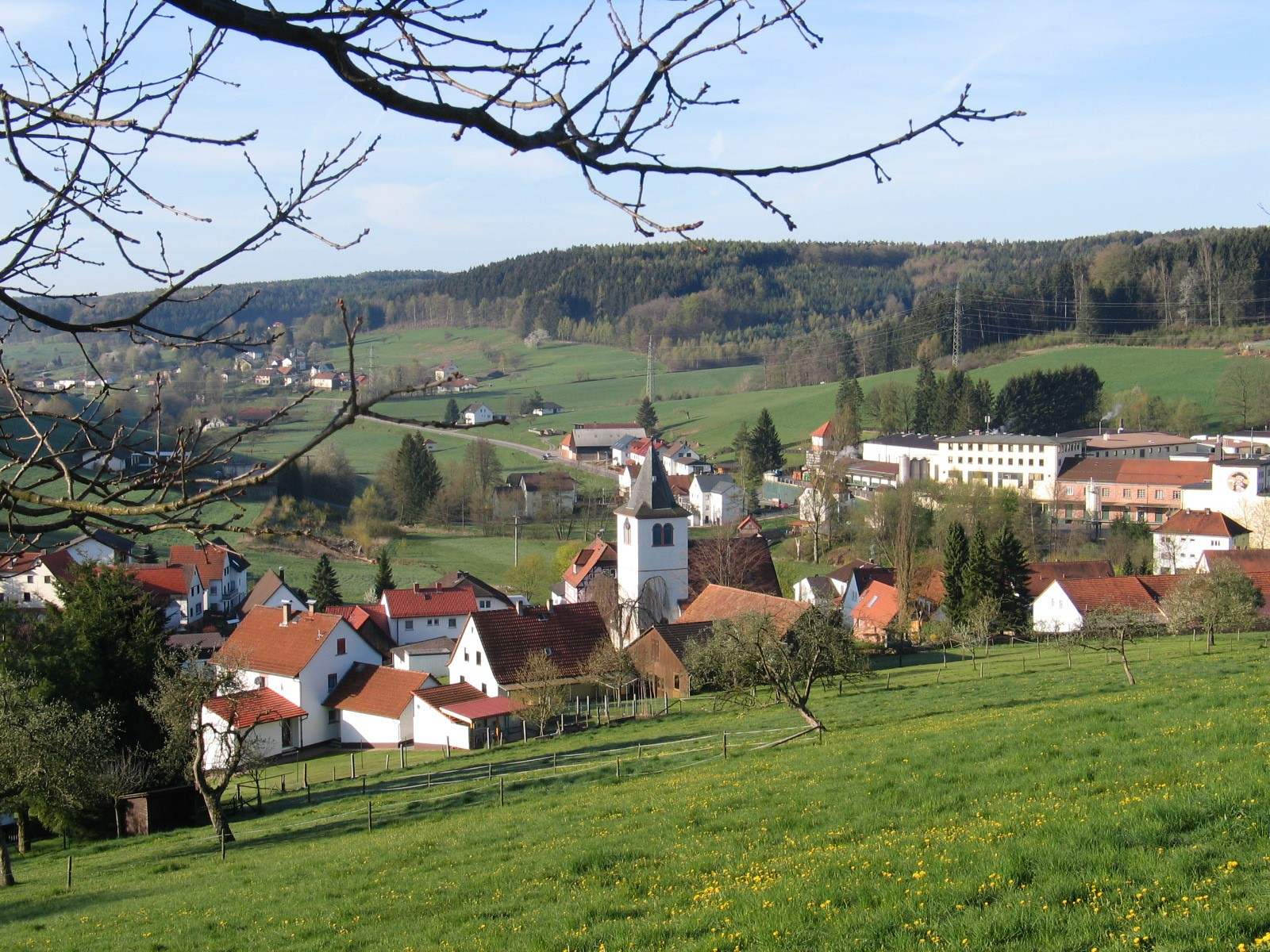
Blick auf Ober-Mossau, im Tal die Brauerei-Gebäude der Privat-Brauerei Schmucker

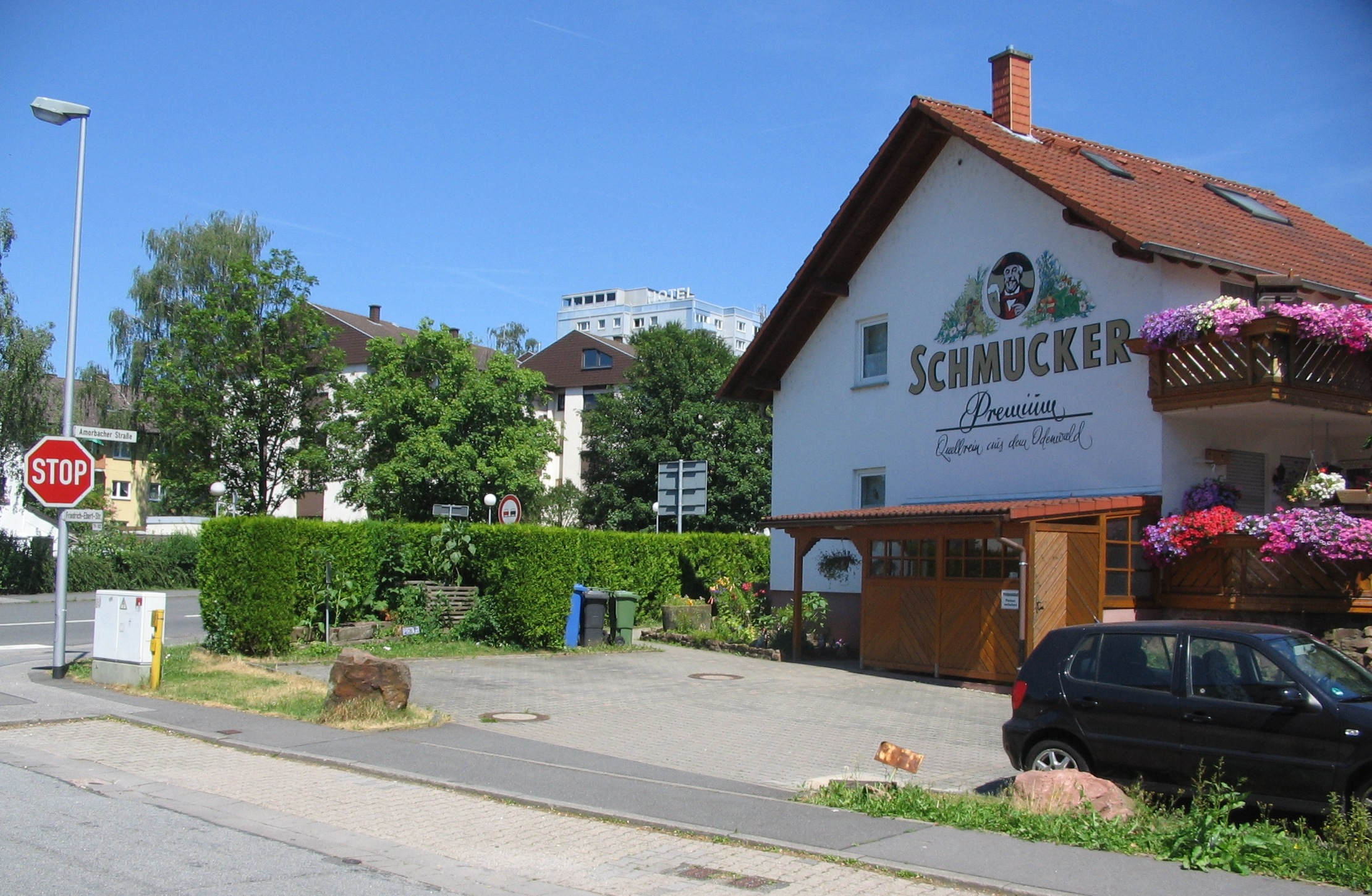
Schmucker-Logo an einer Hausfassade in Stockheim (Michelstadt)

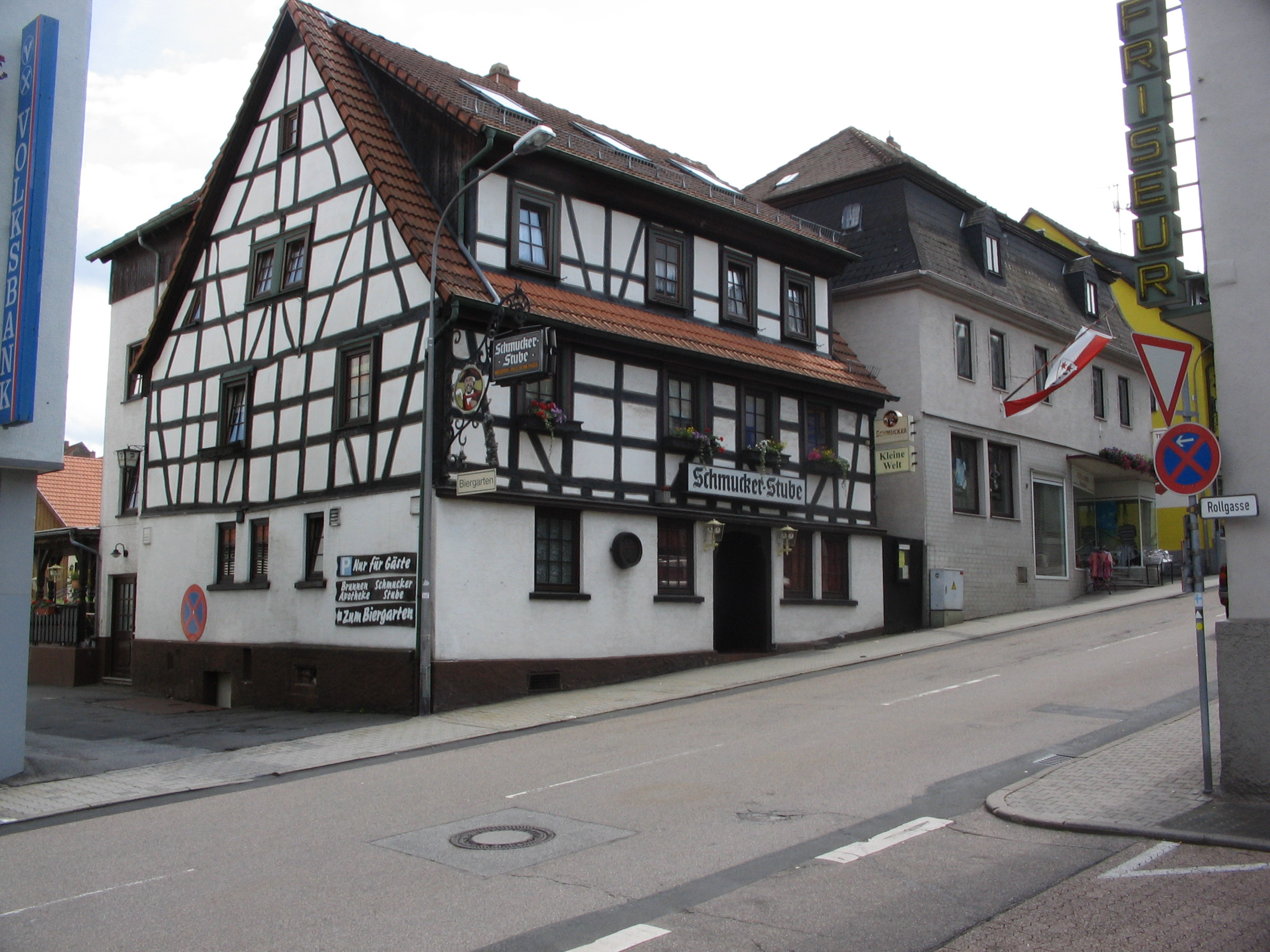
Schmucker-Stube in Beerfelden

Die Privat-Brauerei Schmucker GmbH ist eine Brauerei in Mossautal, Hessen, welche seit 2006 zur Paulaner Brauerei Gruppe (ehemals Brauholding International) gehört. Die Brauerei beschäftigt ungefähr 90 Mitarbeiter. Die Produktpalette umfasst 18 Biersorten. Das Kerngebiet der Brauerei ist das Rhein-Main-Neckar-Dreieck zwischen Darmstadt, Heidelberg und Aschaffenburg. Der größte Absatz wird jedoch im Odenwald erzielt.
Einmal jährlich fand bis 2019 in Mossautal auf dem Brauereigelände das Schmucker Hoffest statt.

## Geschichte
Der Nikolaus Schönberger, genannt der Hirschwirt, braute 1780 erstmals sein eigenes Bier für die „Brauerei-Gaststätte“ in Ober-Mossau. Seine Vorfahren stammen aus dem Histertal in der Schweiz. Sie wurden vom damaligen Grafen Franz zu Erbach im Mossautal angesiedelt, dessen Bevölkerung nach dem Dreißigjährigen Krieg nahezu ausgestorben war. Um die Wende zum 19. Jahrhundert trägt man bei festlichen Anlässen im Odenwald die Männertracht mit schwarzem Dreimaster. Der „Odenwälder Bauer“ wird später das Markenzeichen der Brauerei Schmucker. 1832 wird der Sohn des Hirschwirts, Michael Schönberger, als neuer Besitzer genannt, 1866 folgt dessen Sohn Michael Schönberger in der dritten Generation.
1893 betrug der jährliche Bierausstoß 180 hl im Jahr, nach wie vor wird vor allem für die Brauerei-Gaststätte gebraut. 1895 heiratete Johann Gottlieb Schmucker aus Beerfelden in die Familie ein und übernimmt das Schönberger Gut mit der Brauerei, die fortan als Johann Gottlieb Schmucker Brauerei bezeichnet wurde. Er schreibt über die damaligen Verhältnisse: „Der gesamte Biervorrat im Lagerkeller beträgt 6 hl, die Einrichtung ist sehr primitiver Art, keine Antriebskraft, das Schroten mit der Hand, das Maischen ebenfalls, beim Kochen muss ständig mit der Hand gerührt werden, das Umfüllen aus dem hölzernen Maischebottich in den Kessel und umgekehrt geschieht mit einem Schöpf-Fass..“
Im Jahre 1905 wurde der alte Bierweg gebaut: eine Abkürzung für die Brauereifuhrwerke von der Rohrbacher Höhe zur Wegscheide, die Bierproduktion war bereits auf 1500 hl/Jahr gestiegen. 1921 übernahm Friedrich Gottlieb Schmucker die Brauerei. Unter seiner Führung wurde die Brauerei konsequent ausgebaut. Bisher war die zum Besitz gehörende Landwirtschaft und die Gaststätte die Haupterwerbsquelle, zukünftig sollte die Brauerei nicht nur ein „Zulieferbetrieb“ der eigenen Gaststätte sein. Das erste Pferdegespann wurde 1924 durch einen Lkw ersetzt: „Als der Lkw das erste Mai durchs Mossautal fuhr, durften die Kinder den Schulsaal verlassen und dem kühnen Fahrer (Adam Eckart) zuwinken.“ 1926  wurden das Lager und der Gärkeller erweitert. 1932 jedoch machten sich die Auswirkungen der Weltwirtschaftskrise auch im Mossautal bemerkbar – der Absatz ging um etwa die Hälfte zurück. Während der wirtschaftlichen Erholung 1934 bis 1939 wurde das Brauereigebäude aufgestockt, die Anlagen modernisiert, neue Kühlanlagen sowie ein halbautomatischer Fassfüller, ein neuer Filter, eine Flaschenwaschmaschine, Schrotmühle und andere Betriebsmittel zugekauft.
Während des Zweiten Weltkriegs und etwa bis 1948 war die Beschaffung von Hopfen und Malz erschwert. Während dieser „Dünnbierzeit“ war lediglich eine Stammwürze von maximal 1,7 % zulässig. 1948 übernahm Peter Lippmann, der Schwiegersohn von Friedrich Gottlieb Schmucker, die Geschäftsführung. 1950 betrug der Bierausstoß der Brauerei Schmucker etwa 5.000 hl, der statistische Durchschnittsdeutsche trank rund 40 l Bier pro Jahr. Bis 1955 trennte die Landstraße L3260 das Betriebsgelände der Brauerei, die Straße wurde nach Osten verlegt, um 1957 das neue Sudhaus mit Verwaltungsgebäude errichten zu können. 1958 begann die Brauerei als erste in Deutschland mit dem Bau einer Kläranlage.
Bis 1960 war der Bierausstoß der Mossauer Brauerei auf 50.000 hl gestiegen, der Pro-Kopfverbrauch in Deutschland hatte die Grenze von 100 Litern Bier pro Jahr erreicht. 1963 und 1964 wurden das mehrstöckige Flaschenkellergebäude mit Vollgutlager, die Schreinerwerkstatt und der Schalander errichtet und die Kapazität des Sudhauses verdoppelt. Im Jahr 1970 hatte sich der Ausstoß der Brauerei Schmucker auf 95.000 hl gesteigert, in Deutschland wurden pro Kopf und Jahr 140 l Bier getrunken. 1973 wurde eine neue Abfüllanlage mit einer Stundenleistung von 24.000 Flaschen installiert und die 100.000 hl Grenze überschritten. 1978 kamen weitere technische Neuerungen hinzu: Fassreinigung, Fassabfüllung, Fassleergut- und Vollguthalle und eine neue Filtrationsanlage wurden gebaut. Im gleichen Jahr übergab Peter Lippmann die Geschäftsführung an seinen ältesten Sohn Friedrich Martin Lippmann.
1983 war die 150.000 hl Grenze überschritten worden, im darauffolgenden Jahr 1984 erhielt die Brauerei als erstes Unternehmen in Deutschland von der Deutschen Umweltstiftung den Umweltehrenbrief mit Medaille für vorbildliche, freiwillige Umweltschutzmaßnahmen im Odenwald. 1985 wurden ein neues Sudhaus mit zukunftsweisender Technik und Kapazität eingeweiht und der neue Brauereigasthof mit Hotel eröffnet. 1991 wurde die „ökologische Behutsamkeit“ zum Unternehmensprinzip, Hopfen und Malz wurden aus dem integrierten Landbau bezogen. In diesem Jahr erfolgte die Umstellung auf neue Flaschen und den neuen Modulkasten, erstmals wurden ein Jahresausstoß 200.000 hl erreicht.
1993 wurde das neue Logistikzentrum in Betrieb genommen und der neue Flaschenkeller mit einer Kapazität von 50.000 Flaschen pro Stunde eingeweiht. 2002 wurden die neuen Gär-, Lager- und Filterbereiche fertiggestellt. Mit Inbetriebnahme der Entalkoholisierungsanlage wird eine neue Generation alkoholfreien Bieres auf den Markt gebracht. Alles Pils von Schmucker wird Meister-Pils. Obwohl die deutsche Braubranche den bisher stärksten Einbruch der Nachkriegsjahre erlebte, steigerte Schmucker den Umsatz weiter. Bis 1997 entsprach der Dosenbieranteil am deutschen Biermarkt den Fassbieranteil. 
Bis 2001 war der Einweg-Anteil am deutschen Biermarkt auf über 40 % gestiegen, der Fassbieranteil auf unter 20 % gesunken. 2002 waren die neuen Gär-, Lager- und Filterbereiche fertig gestellt, die Privat-Brauerei-Schmucker war in allen Produktionsbereichen auf dem bestmöglichen brautechnologischen Stand. Damit wurden in den vergangenen zwei Jahrzehnten insgesamt mehr als 25 Mio. Euro investiert. Aufgrund dieser hohen Investitionen geriet die Privatbrauerei Schmucker in Finanznot und wurde im Januar 2006 von den badischen Brauhäusern Fürstlich Fürstenbergische Brauerei und Privatbrauerei Hoepfner übernommen. Die Hauptinteressen des Schmucker-Geschäftsführer Friedrich Martin Lippmann hatten sich auf Jagdaktivitäten im Odenwald und Afrika verschoben, er hatte wegen der Finanzprobleme bereits seit einiger Zeit nach einem Investor gesucht. Fürstenberg und Hoepfner gehörten seit Anfang 2005 unter gemeinsamer Führung zu der Münchner Schörghuber Gruppe, deren Brau Holding International (BHI) die Nummer drei auf dem deutschen Biermarkt war. Die BHI gehört zu 50,1 Prozent der Schörghuber Unternehmensgruppe und zu 49,9 Prozent dem holländischen Bierkonzern Heineken, mit Marken wie Paulaner, Hacker-Pschorr, Kulmbacher und Karlsberg erzielt sie mittlerweile einen Absatz von zehn Millionen Hektoliter und einen Marktanteil von zwölf Prozent am deutschen Biermarkt. Seit 2018 befindet sich die Flaschenabfüllung der ebenfalls zur Paulaner Brauerei Gruppe gehörende Hoepfner Brauerei in der Brauerei Schmucker.

## Markenlogo
Das heutige Markenlogo zeigt einen „Odenwälder Bauern“ in Männertracht und schwarzem Dreispitz, wie er um das Jahr 1900 zu festlichen Anlässen im Odenwald getragen wurde.
2023 erfolgte ein "Etikettenrelaunch", seitdem ist auf dem farblich neu gestalteten Etikett im Hintergrund die Silhouette des Odenwalds erkennbar.

## Bierausstoß
Jährlicher Bierausstoß:
| - 1893: 180 hl - 1900: 1.500 hl - 1950: 5.000 hl - 1960: 50.000 hl - 1970: 95.000 hl | - 1973: 100.000 hl - 1983: 150.000 hl - 1991: 200.000 hl - 2006: 160.000 hl - 2012: 110.000 hl |

## Biersorten
Auswahl von Biersorten:
- Meister Pils
- GUDE Bier[9]
- Privat-Export
- Kellerbier
- Hefeweizen
- Kristallweizen
- Hefeweizen Dunkel
- Weizen Bock
- Weizenradler
- Radler
- Märzen
- Schwarzbier
- Doppelbock Dunkel
- Rosébock
- Alkoholfrei
- Leicht
- Schmucker Ur-Stoff
- Raubacher Jockel
- Mai Bock

Eine Besonderheit liegt im sehr weichen Brauwasser mit nur 1 Grad Deutsche Härte. Weiches Quellwasser ist eine besondere Eigenschaft des Buntsandstein-Odenwalds.

## Auszeichnungen
- 1984: Verleihung des Umweltehrenbriefs mit Medaille, verliehen von der Deutschen Umweltstiftung für vorbildliche, freiwillige Umweltschutzmaßnahmen im Odenwald
- Die Privatbrauerei Schmucker wurde im Jahre 2023 vom Bundesministerium für Ernährung und Landwirtschaft bereits zum 13. Mal in Folge mit dem Bundesehrenpreis ausgezeichnet. Basierend auf den Ergebnissen der DLG-Qualitätsprüfungen wird der Bundesehrenpreis jährlich vergeben und ist die höchste Auszeichnung innerhalb der Braubranche. Schmucker war unter den 130 teilnehmenden Brauereien eine der zwölf Brauereien mit den besten Gesamtergebnissen in den eingereichten Sorten Pils, Bio-Hell, Kellerbier, Rosébock, Doppelbock Dunkel, Weizen-Bock, Hefeweizen sowie Hefeweizen Alkoholfrei, Hefeweizen Zitrone Alkoholfrei und Bio Landbier. Die Bestnoten lagen bei 4,92, 4,81 und 4,84 von jeweils 5,0 möglichen Punkten.[10][11]
- Bei den DLG-Qualitätsprüfungen 2023 erzielte Schmucker achtmal die Bestwertung und wurde mit dem Goldenen Preis der Deutschen Landwirtschafts-Gesellschaft für die Sorten Meister Pils, Bio Hell, Privat Export, Hefeweizen, Hefeweizen Alkoholfrei, Rosé Bock, Doppel Bock Dunkel und Weizen Bock ausgezeichnet. Das Testzentrum Lebensmittel der Deutschen Landwirtschaftsgesellschaft prüft mit umfangreichen Analysen im Labor und in der Sensorik jährlich die Qualität von rund 900 Bieren und Biermischgetränken auf alle relevanten Qualitätskriterien, wie etwa Geruch, Reinheit des Geschmacks, Qualität der Bittere, Vollmundigkeit, Schaum- und Geschmacksstabilität während der Lagerungszeit und die Frische des Produkts.[12][13]